# (5045) Hoyin
(5045) Hoyin est un astéroïde de la ceinture principale nommé en l'honneur de l'homme politique Ho Yin.

## Description
(5045) Hoyin est un astéroïde de la ceinture principale. Il fut découvert le 29 octobre 1978 à Nanking par l'Observatoire de la Montagne Pourpre. Il présente une orbite caractérisée par un demi-grand axe de 3,13 UA, une excentricité de 0,19 et une inclinaison de 2,6° par rapport à l'écliptique.

## Compléments